# Conte di Bradford
Conte di Bradford è un titolo che è stato creato due volte, una volta nel Pari d'Inghilterra e una volta nel pari del Regno Unito. Fu creato nel 1694 per Francis Newport, I visconte di Newport. Tuttavia, tutti i titoli della famiglia Newport si estinsero alla morte del quarto conte nel 1762. La contea fu ristabilita nel 1815 per Orlando Bridgeman, II barone di Bradford, il quale ricevette anche le tenute della famiglia Newport.

## Prima Creazione

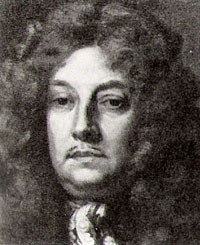
Francis Newport, I conte di Bradford.

I Newport erano un'antica famiglia del Shropshire. Un membro della famiglia, Richard Newport, rappresentò Shropshire e Shrewsbury in Parlamento ed è stato un sostenitore di Carlo I durante la guerra civile. Nel 1642 è stato elevato alla Pari d'Inghilterra come barone di Newport. Il figlio Francis, rappresentò Shrewsbury nel Lungo Parlamento e combatté come realista nella guerra civile. Dopo la Restaurazione fu Lord luogotenente di Shropshire, come Comptroller of the Household e come Treasurer of the Household. Nel 1676 Newport fu creato visconte di Newport, di Bradford, e l' 11 maggio 1694 è stato creato conte di Bradford.
Gli succedette il figlio maggiore, il secondo conte. Egli era un politico Whig, che rappresentò Shropshire in parlamento e servì come Lord luogotenente di Shropshire. Nel 1681 sposò Mary Wilbraham, figlia di Sir Thomas Wilbraham, Baronetto e Elizabeth Mytton. Attraverso questo matrimonio Weston Park entrò nelle proprietà della famiglia Newport. Il loro figlio maggiore, il terzo conte, rappresentò Bishop's Castle e Shropshire nella Camera dei Comuni ed è stato anche Lord luogotenente di Staffordshire. Non ebbe figli legittimi e alla sua morte gli succedette suo fratello minore, il quarto conte. Quando egli morì nel 1762, tutti i suoi titoli si estinsero. Le tenute di famiglia, tra cui Weston Park, furono ereditate da suo nipote, Sir Henry Bridgeman, V Baronetto.
Thomas Newport, il figlio più giovane del primo conte, fu creato barone Torrington nel 1716.

## Seconda Creazione
La famiglia Bridgeman era originaria del Devon. Un membro della famiglia, John Bridgeman, nipote di Edward Bridgeman, fu vescovo di Chester (1619-1652). Suo figlio, Orlando Bridgeman, era un noto avvocato e uomo politico. Nel 1660 è stato creato Baronetto di Great Lever, nella contea di Lancaster. Il suo pronipote, il quarto Baronetto, rappresentò Shrewsbury in Parlamento. Nel 1719 sposò Lady Anne Newport, figlia di Richard Newport, II conte di Bradford. Il loro figlio, il quinto Baronetto, fu un deputato per Ludlow e Wenlock per oltre quarant'anni. Nel 1762 succedette a suo zio, divenendo il quarto conte di Bradford.
Suo figlio fu nominato, nel 1815, visconte Newport e conte di Bradford. Suo nipote, il terzo conte, era un politico conservatore. Suo figlio maggiore, il quarto conte, rappresentò North Shropshire in Parlamento. Gli succedette il figlio maggiore, il quinto conte, che era tenente colonnello dell'esercito e combatté nella guerra boera e nella prima guerra mondiale. Lord Bradford fu anche Segretario Privato di Lord Salisbury e di Arthur Balfour. L'attuale conte è il nipote del sesto conte, il settimo conte, succedutogli nel 1981.
La residenza ufficiale è Weston Park, nel Staffordshire. Altre tenute sono Castle Bromwich Hall, un maniero nel Warwickshire, insieme all'adiacente Castle Bromwich Hall Gardens.

## Baroni Newport (1642)
- Richard Newport, I barone di Newport (1587-1651)
- Francis Newport, II barone di Newport (1620-1708) (creato visconte di Newport nel 1675 e conte di Bradford nel 1694)

## Conti di Bradford, prima creazione (1694)
- Francis Newport, I conte di Bradford (1620-1708)
- Richard Newport, II conte di Bradford (1644-1723)
- Henry Newport, III conte di Bradford (1684-1734)
- Thomas Newport, IV conte di Bradford (1696-1762)

## Baroni di Bradford (1794)
- Henry Bridgeman, I barone di Bradford (1725-1800)
- Orlando Bridgeman, II barone di Bradford (1762-1825) (creato visconte di Newport e conte di Bradford nel 1815)

## Conti di Bradford (1815)
- Orlando Bridgeman, I conte di Bradford (1762-1825)
- George Bridgeman, II conte di Bradford (1789-1865)
- Orlando Bridgeman, III conte di Bradford (1819-1898)
- George Bridgeman, IV conte di Bradford (1845-1915)
- Orlando Bridgeman, V conte di Bradford (1873-1957)
- Gerald Bridgeman, VI conte di Bradford (1911-1981)
- Richard Bridgeman, VII conte di Bradford (1947)

L'erede è il figlio dell'attuale conte, Alexander Michael Orlando Bridgeman, visconte di Newport (1980).